# Cerro Volcánico
Cerro Volcánico è uno stratovulcano situato in Argentina.